# トンボ鉛筆
株式会社トンボ鉛筆（トンボえんぴつ）は、鉛筆、消しゴムなどの文房具を製造、販売する日本の企業である。

## 概要
日本の鉛筆製造元としては三菱鉛筆と共に大手として知られる。鉛筆をはじめとした文房具の「MONO（モノ）」ブランドで知られ、2007年には消しゴム、修正テープ、スティックのり、テープのりの国内シェアは1位となっている。
「トンボ」を社名にしたのは、昆虫の「トンボ」は昔「あきず／あきつ＝秋津、蜻蛉」と呼ばれ、日本も「秋津島（あきずしま）」の古称があることから、日本を代表する鉛筆でありたい、という思いを込めたものである。
トンボの商標は1927年（昭和2年）から使用された。英字ロゴは「Tombo」ではなく、末尾にwを付した「Tombow」が使用されている。これは墓を意味する英単語「TOMB」と間違われないようにしたものとされる。以前は「お客様に深く頭を垂れる商の姿勢」を示すために、トンボの頭が下を向いていたが、2011年の新ロゴマーク導入時に、トップを目指す意味で、トンボの頭が上向きに変更された。
なお、岡山市北区に本社を置く学生服メーカー大手・トンボ（旧社名：テイコク）や、富山県富山市にある清涼飲料メーカー・トンボ飲料も英字表記を「TOMBOW」としているが、トンボ鉛筆を含めた各社の間に資本・提携関係はない。

## 沿革
- 1913年（大正2年）：初代社長小川春之助が浅草に前身「小川春之助商店」を開業[7]。
- 1920年（大正9年）：「Harunosuke Ogawa Pencil」を略したH.O.P.を商標として使用開始[注 1]。
- 1927年（昭和2年）：「トンボ印」を商標にして鉛筆を発売。
- 1939年（昭和14年）12月：小川春之助商店が会社組織に移行。製造部門は株式会社トンボ鉛筆製作所、販売部門はトンボ鉛筆商事株式会社となる。戦後に2社統合。
- 1945年（昭和20年）11月：現在まで続く鉛筆製品のスタンダード・No.8900を発売。当初は写真修整用と銘打って販売され、1本30銭だった。
- 1955年（昭和30年）：プロ野球球団高橋ユニオンズとスポンサード契約を締結、チーム名をトンボユニオンズとする（翌年に解消）。
- 1957年（昭和32年）
  - 初代社長小川春之助が死去、長男小川八郎が第2代社長に就任、春之助の妻小川とわが会長に就任[8]。
  - アートディレクター河野鷹思デザインによる「下向きトンボ」の企業シンボル、及びロゴタイプTombowを使用開始[注 2]。
  - シャープペンシルHOMOホルダーを発売[8]
- 1963年（昭和38年）
  - 創立50周年を迎える
  - 第2代社長小川八郎が死去、小川浩平が第3代社長に就任[8]
  - 最高級鉛筆MONOを発売。
- 1964年：
  - 会長小川とわが死去[注 3][3]。
  - 社名変更し、株式会社トンボ鉛筆製作所から株式会社トンボ鉛筆となる[8]。
- 1967年（昭和42年）：最高級鉛筆MONO100を発売。おまけとして消しゴムを付ける[9]。
- 1969年（昭和44年）：反響を受け、MONO消しゴムの市販を開始。
- 1971年（昭和46年）：国内初のスティックタイプ糊「Pit」発売。
- 1986年（昭和61年）
  - 消し屑がまとまる消しゴム、「NON DUST」発売。
  - 「ZOOM505」発売。後にデザインコレクションと呼称されるシリーズの展開。
- 1987年:第3代社長小川浩平が死去、第4代社長に小川隆司が就任[8]。
- 1990年：第4代社長小川隆司が会長に就任、第5代社長に小川洋平が就任[8]。
- 1991年（平成3年）：横引き修正テープ、「修正テープMONO」発売。
- 1992年（平成4年）：端材をつなぎ合わせて軸材とした鉛筆「木物語」発売。鉛筆製品初のエコマーク認定を受ける。
- 1995年（平成7年）：企業ロゴタイプを大文字表記のみのTOMBOWに変更[注 4]。
- 2000年（平成12年）：テープのり、「Pit tape」発売。
- 2003年：第5代社長小川洋平が会長に就任、第6代社長に小川晃弘が就任[8]。
- 2007年（平成19年）
  - 2月：ホルダー型消しゴム、「MONO ONE」発売。
  - 8月：当時の会長であり、日本筆記具工業会（JWIMA）副会長であった小川洋平が覚醒剤の所持・使用により逮捕され全ての役職を辞任（初犯で猶予刑になったが、のち再犯により取り消され収監）。
  - 11月：業界最細のノック式ホルダー消しゴム「MONO ZERO」発売。
  - 11月30日：本社新社屋利用開始。
- 2009年（平成21年）：学童用文具の新ブランド「ippo!（イッポ）」展開開始。
- 2011年（平成23年）
  - 新ロゴマークを導入開始。英文表記が再び大小文字混じりのTombowに変わり、トンボを象ったシンボルも上向きになる。
  - 3月：東日本大震災直後の13日に人事担当者が発信した採用活動に関する文書の中に不適切かつ配慮に欠く表現があったとして、翌14日に謝罪を行った[10]。
- 2013年（平成25年）
  - 2月：創業100周年を迎える。
  - 3月：『トンボ鉛筆100年史』刊行[8]
  - 3月25日：トンボ鉛筆創業100周年を記念したムック本「トンボ鉛筆完全ブック」が枻出版社から発売される[11]。初代トンボ鉛筆（1928年）及びMONO消しゴム第1号製品（1969年）の復刻版、シャープペンシル「オルノ スイフト」の100周年記念ロゴ入り特別仕様版を付録として同梱。

## 主な製品
- 鉛筆（MONOシリーズ他）

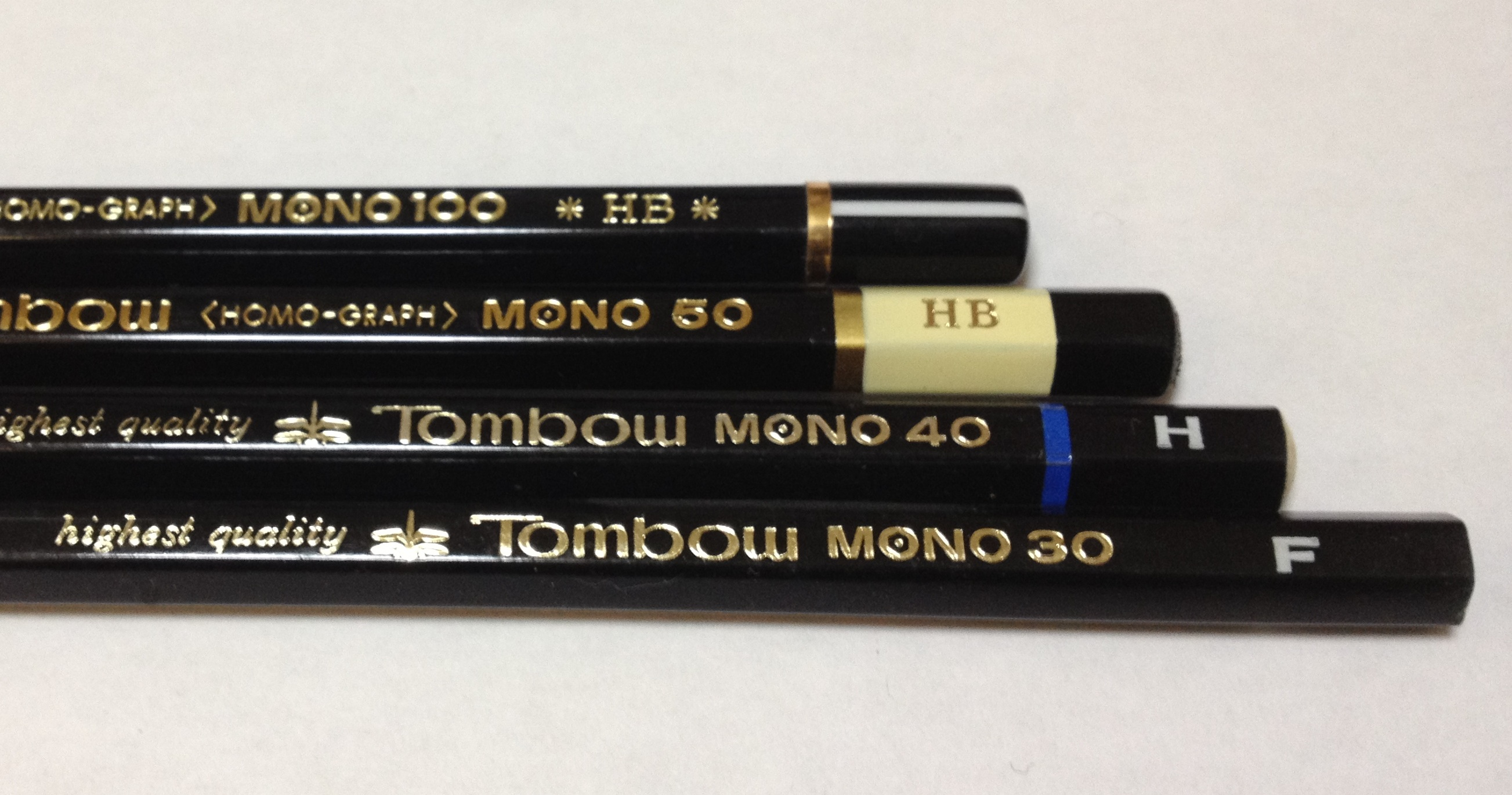
MONOシリーズ鉛筆（MONO 100/50/40/30）

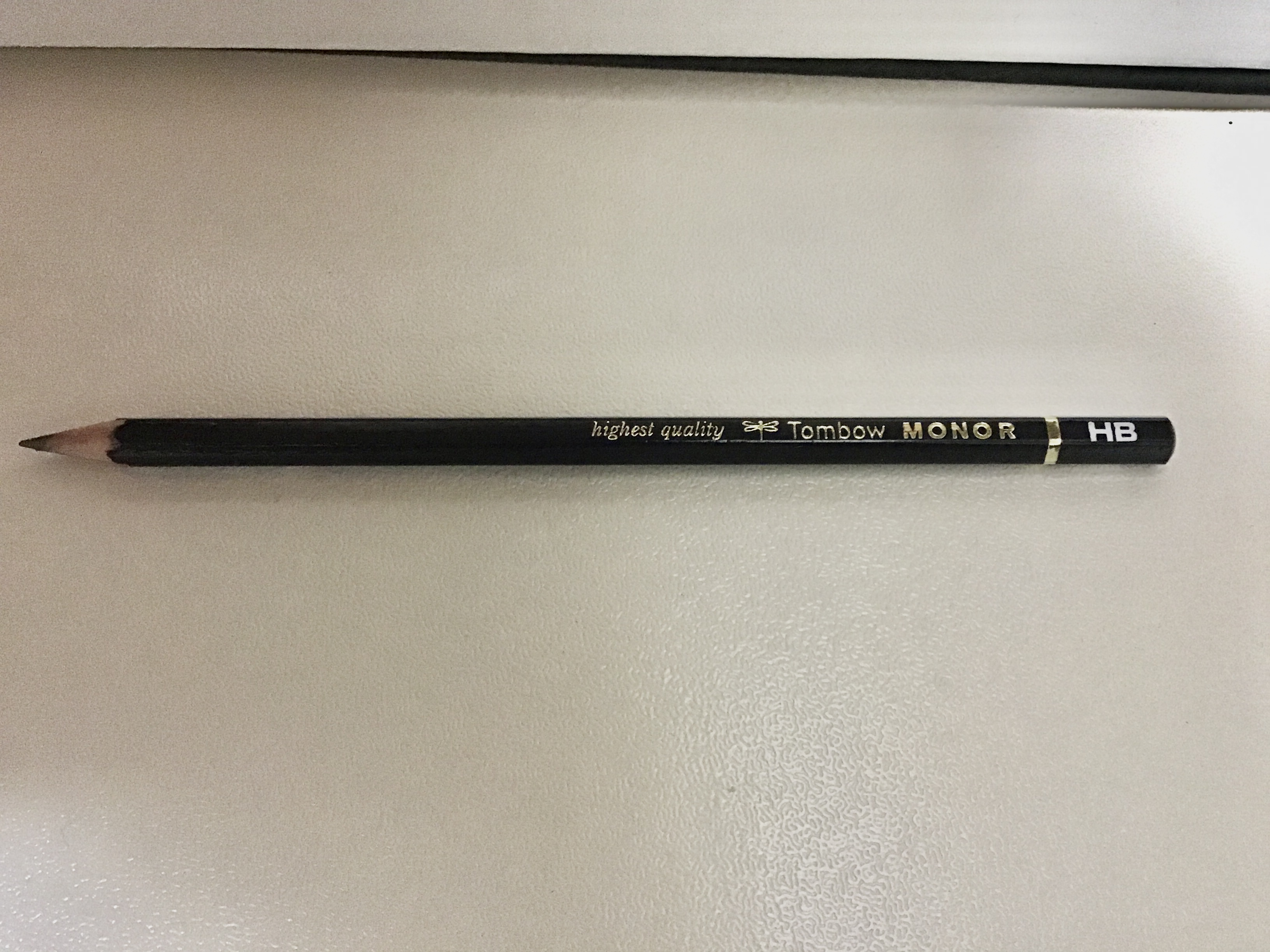
MONO-R

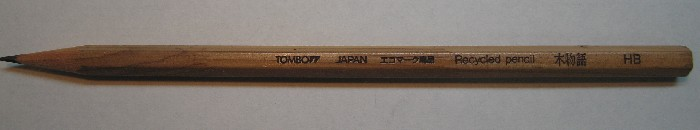
木物語鉛筆

  - MONO100：同社の最高級製図用鉛筆。1967年発売。芯材料は1 mm3あたり100億個の微粒子化を実現している[12]。三菱鉛筆「ハイユニ」とのライバル製品に位置付けられる[13]。
  - MONO：ハイスタンダードモデルの高級製図用鉛筆。1963年発売。芯材料は1 mm3あたり80億個の微粒子化を実現している[14]。MONOブランドの嚆矢となった製品で、命名は技術指導にあたった東京大学教授の赤松秀雄により、ギリシャ語のmonos（唯一、無類）にちなむ[13]。姉妹品として硬筆書写用やマークシート用があり、類似の過去製品に「MONO50」や「MONO ELITE」がある。
  - MONO-R/MONO-RS：事務・学習用のスタンダードモデル。品名の「R」はレギュラーにちなむ[15]。RSは紙箱モデルで、鉛筆自体はRと同一。
  - MONO-J：MONOシリーズ最廉価の事務・学習用ベーシックモデル。品名の「J」はジュニアにちなむ[15]。類似の過去製品「MONO30」は1979年に発売された[13]。
  - No.8900：オリーブグリーン塗装のロングセラー鉛筆。1945年発売[13]。元は写真修正用・製図用高級鉛筆として発売されたが、現在は事務・学習用に位置付けられる。黄色いダース箱のデザインは1948年より採用され、小川春之助商店時代の「H.O.P.」の商標が残る。2011年グッドデザイン・ロングライフデザイン賞。1966年に姉妹品「ハイゴールド8900」が発売された。
  - No.8900V/8900VP/8900P：事務・学習用の赤青鉛筆。1962年発売[13]。
  - No.2558：蜜柑色の塗装の消しゴム付き鉛筆。1950年発売[13]。過去製品のNo.482は1928年頃に発売された。
  - 木物語：環境配慮製品の鉛筆。1992年発売。軸に天然木端材のジョイント再生材またはFSC／PEFC認証材のいずれかを使用しており、前者のタイプは芯も工業副生成物由来のリサイクル黒鉛を使用している。鉛筆で初のエコマーク製品。バリエーションに消しゴム付鉛筆や赤青鉛筆がある。
  - 歴史的鉛筆製品
    - Tombow Drawing Pencils：日本初とされる6Hから6Bまでの硬度を揃えた高級製図用鉛筆[13]。1928年発売。ドイツのスワン社製芯を使用。同社のトンボマークが初めて使用された製品でもある。2013年に創立100周年記念として復刻版を限定発売。
    - No.8800：同社初の自社製芯による高級製図用鉛筆[13]。1936年頃発売。品名の「8800」は最高峰エベレストの標高にちなむとされる。価格改定モデルのNo.8000は1938年発売。
    - HOMO No.4612 : MONO鉛筆の前身となった高級製図用鉛筆[16][13]。1952年発売。東京大学教授の赤松秀雄らとの産学連携により研究開発され、9Hから6Bまでの硬度を揃えた。名称の由来は英語のhomogeneous（均一、同質）からだが、海外市場でホモセクシャルを連想させるとの指摘を受け、MONOシリーズに移行した[13]。
- 色鉛筆
  - 色辞典：全100色の大人向け色鉛筆。1988年発売開始[13]。ブック型ケース入りのセットは各トーン10色揃の全3集（計90色）。2018年に色鉛筆画家の河合ひとみ監修による「色辞典36色セレクトセット」が発売され、新10色が追加された[17]。
  - 木物語 色鉛筆：全24色の環境配慮製品の色鉛筆。2005年発売[13]。軸に天然木端材のジョイント再生材またはFSC／PEFC認証材のいずれかを使用。芯は通常品。
  - No.1500 NQシリーズ：全36色のロングセラー色鉛筆。1970年代に発売[18]。
  - No.2200 硬質色鉛筆：製図などに適した硬質色鉛筆。現在は赤のみ発売。
  - No.2285 マーキンググラフ：ガラスなどに筆記できる紙巻き軟質色鉛筆（グリースペンシル）。全7色（うち桃色は廃番）。芯ホルダー式で全5色の「マーキングホルダー」もある。類似仕様のNo.2287は1955年頃発売、木軸のNo.2288は1928年頃発売[13]。
- 消しゴム（MONO消しゴム）：ロングセラーのプラスチック字消し。初めは同社の最高級鉛筆「MONO100」の付属品であったが、好評を得て1969年に製品化された。青・白・黒の三色ストライプが特徴のデザインで、2017年には日本初の色彩商標としても登録された。2011年グッドデザイン・ロングライフデザイン賞。バリエーション展開も多く、標準の「PE」タイプのほか、軽い力で消しやすい「ライト」や消し屑がまとまる「ノンダスト」、黒色タイプ、スティック型、ノック式など、2019年時点では39種類に上る[19]。
- ボールペン（ZOOMシリーズ）
- シャープペン（MONO Graphシリーズ）
- サインペン（PLAYCOLOR2〈ツイン式〉）
- 蛍光ペン（蛍coatシリーズ）
- スティックのり（PITシリーズ）：日本初のスティックのり[13]。1971年発売。2012年グッドデザイン・ロングライフデザイン賞。
- 修正テープ（MONOテープシリーズ）

## 企業広告

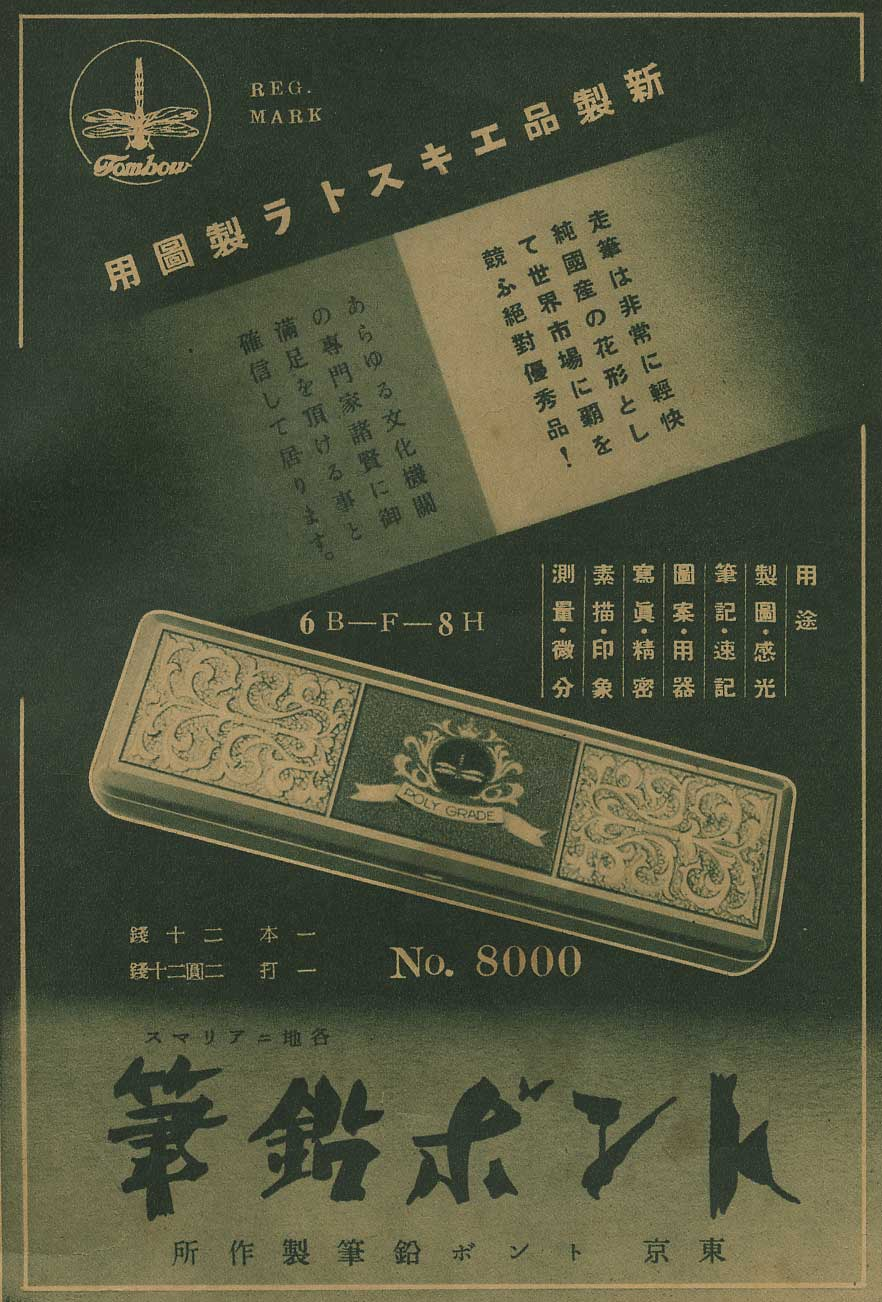
戦前の広告

- 企業広告「ロケットも、文房具から生まれた。」第14回中日新聞広告賞部門賞を受賞。
- ACCシルバー賞受賞
  - NTV系全国ネットで放送したテレビCM「鉛筆」篇、「修正テープ」篇、「スティックのり」、「消しゴム」篇は、2006年（平成18年）第46回ACC CM FESTIVAL（社団法人全日本シーエム放送連盟主催）のテレビCM部門で「ACCシルバー賞」を受賞。同テレビCMは同時に特別賞も受賞。
- TCC賞受賞
  - 全国紙とブロック紙で展開した新聞広告「ロケットも、文房具から生まれた」「人は、書くことと、消すことで、書いている」「子どもは、のりを、事務用品だと思ったことがない」は、2006年（平成18年）TCC賞（東京コピーライターズクラブ主催）を受賞。受賞作品は2006年（平成18年）版コピー年鑑に掲載されている。
- JAA賞受賞
  - 全国紙とブロック紙で展開した新聞広告「トンボが動いている。人が、何かを生み出している。」シリーズは、JAA（社団法人日本広告主協会）の「第46回消費者のためになった広告コンクール」で新　聞広告作品の部・企業PR部門「銅賞」に選ばれた。本シリーズは、キャッチフレーズ「ロケットも、文房具から生まれた」、「人は、書くことと、消すことで、書いている」、「子どもは、のりを、事務用品だと思ったことがない」の3作で構成されている。
- 第55回（2006年〈平成18年〉）朝日広告賞の第１部で、全国から2,329点の応募が寄せられた中から「朝日広告賞」を受賞。
- 「P-Fit」2007年（平成19年）度グッドデザイン賞受賞。
- 2008年（平成20年）2月には、筆記具の分野では唯一、デザイン筆記具ZOOMシリーズが第１回「sozo_comm」選定商品に選ばれ、日本の経済産業省が定めた、世界で通用する文房具ブランドの代表となった。

## その他
- 1955年（昭和30年）、当時パシフィック・リーグに所属していたプロ野球球団・高橋ユニオンズ（現在の千葉ロッテマリーンズの前身球団の一部）と冠スポンサー契約（命名権の一種）を締結、チーム名は「トンボユニオンズ」として活動した。ただ、成績不振が改善されなかったため、スポンサー契約は1年で打ち切った[20]。
- 1970年代にはザ・ドリフターズをイメージキャラクターとしてCMに起用し、彼らをモチーフとして製作されたノベルティーグッズ「首ちょんぱ人形」は人気を博した[21]。この商品が元で、現代でも頭部切断などのことを「首ちょんぱ」と言う人もいる。
- シャープペンシル「OBJECT EO」1990年（平成2年）度グッドデザイン賞を受賞。
- 2005年（平成17年）には、「ZOOM414」が、ドイツのDesign Zentrumが主催する国際的なデザイン賞「reddot award 2006」を受賞。
- 「Zoom707」は、ドイツ「Red Dot Award-Best of Best」、ドイツ国際デザイン賞の「DESIGN PLUS」、ドイツバーデン・ヴュルテンベク州国際デザイン賞の「The Baden-Württemberg International Design Award」など多くの賞を受賞。
- 「黒赤鉛筆」が、2005年（平成17年）度「グッドデザイン賞」受賞。
- 「おけいこえんぴつ」グッドデザイン賞　商品デザイン部門受賞。
- テープのり「ピットテープG PN-GS8.4/ ピットテープG PN-GK8.4」グッドデザイン賞　商品デザイン部門受賞。
- デザインコレクション「HAVANNA」は国際デザイン賞「iF賞」受賞。
- トンボは他の昆虫と違い、前に向かってしか飛ばないことから、“諦めない”の意味を込めて、文化放送受験生応援キャンペーンに合わせ、「レコメン!」内コーナーを2017年から提供（2020年は『めるるのはっぴーsu るーむ』、2021年は『寺本莉緒のぶちカワRadio』）。2022年は単独番組の『Girls²のがるがるトーク!』を提供。